# Josef Buchhorn

Josef Buchhorn

Josef Buchhorn (* 8. Januar 1875 in Köln; † 10. August 1954 in Solingen-Ohligs) war ein deutscher Journalist, Schriftsteller und Politiker.

## Leben
Josef Buchhorn war der Sohn eines Steuerbeamten. Er studierte Philosophie, Germanistik, Geschichte und Kunstgeschichte an den Universitäten in Bonn, Münster und Tübingen. Josef Buchhorn war ab 1897 bis zu seinem Tod Mitglied der Turnerschaft Hohenstaufia Tübingen. Ab 1899 war er als Redakteur in Düsseldorf tätig, ab 1900 in Elberfeld, ab 1904 in Stuttgart und 1905 wechselte er nach Danzig. Im selben Jahr verfasste er das Gedicht Student sein, welches 1907 von Otto Lob zu einem beliebten Studentenlied vertont wurde. Ab 1907 war Buchhorn Mitarbeiter des Feuilletons der Berliner Neuesten Nachrichten und ab 1913 Chefredakteur der Zeitschrift Guckkasten. Gleichzeitig leitete er die Berliner Filiale des Verlages Girardet und ab 1916 die Berliner Vertretung des Hannoverschen Kuriers.
Buchhorn berichtete ab Februar 1919 aus Weimar über die Verfassungsberatungen der Deutschen Nationalversammlung. Gleich nach Beginn wurde unter Vorsitz von Georg Bernhard eine Vereinigung deutscher und deutsch-österreichischer Pressevertreter bei der Nationalversammlung gegründet, eine Art Tochter der Berliner Pressekonferenz, dem Vorläufer der Bundespressekonferenz. Nachdem Bernhard im März nach Berlin zurückgekehrt war, wurde Buchhorn neuer Vorsitzender der Korrespondenten und Organisator von Pressekonferenz mit Politik und Behörden.
Von 1921 bis 1932 saß Buchhorn als Abgeordneter der Deutschen Volkspartei im Preußischen Landtag. Daneben leitete er zeitweise die Redaktion der Zeitschrift Deutscher Kulturwart und gab ab 1929 die Korrespondenz Der Kreis heraus, in der er sich für die Gründung einer Mittelstandspartei starkmachte. Nach der nationalsozialistischen Machtergreifung war Buchhorn Gau-Amtsleiter für Presse und Kultur im Gau Kurmark und als Referent in der Reichsschrifttumskammer tätig.
Josef Buchhorns literarisches Werk umfasst Romane, Erzählungen, Essays, Gedichte, Hörspiele und Theaterstücke. Sein
gesamtes Werk war seit seiner Studentenzeit stark von des Autors deutschnationalen Überzeugungen geprägt.

## Werke
- Modern, Dresden [u. a.] 1895
- Frühlingskinder, Dresden [u. a.] 1896
- Fragmente für den Pöbel, Dresden [u. a.] 1898
- Student sein (et al.) 1906
- Studentenlust, Studentenleid!, Berlin 1907
- Von drei Universitäten, Berlin 1907
- Die Hohenstaufen, Berlin 1908
- Luginsland, Berlin [u. a.] 1908
- Aus einem stillen Winkel, Halle a.S. 1909
- Rehabilitiert!, Berlin 1910 (1910 als Fortsetzungsroman im Schwäbischen Merkur veröffentlicht)
- Burschen heraus!, Leipzig 1914
- Alt Bonna, du traute!, Leipzig 1915
- O Deutschland, Vaterland!, Leipzig 1915
- Geduldig sein! Stark sein! Vertrauen haben!, Berlin 1917
- Wir vergessen zu leicht!, Berlin 1917
- Sehnsucht, Berlin-Steglitz 1918
- Studenten, Berlin 1918
- Dennoch!, Berlin 1919
- Deutsche Jugend, wach auf!, Berlin 1919
- Ich bin ein Preuße!, Berlin 1919
- Schwarz-Weiß-Rot, Berlin 1919
- Zwischen Goethe und Scheidemann, Berlin 1919
- Bekenne!, Berlin 1920
- Deutscher Zeitspiegel 1920, Berlin 1920
- Hindenburg, der Führer in unsere Zukunft, Berlin 1920
- Politik und Presse, Berlin 1920
- Der Schäfer von Jena, Berlin 1920
- Laßt uns vom Reiche zeugen!, Berlin 1921
- Margot Helmers, Berlin 1922
- Kinderpastelle, Berlin 1924
- Student sein!, Berlin 1925
- Scherenschnitte aus Berlin, Berlin 1926
- Abgeordneter Meyer, Berlin 1927
- Zwischen den Wettern, Berlin 1927
- MdX, Berlin 1929
- Angst vor der Stadt, München 1930
- Diele 13, Mitte, München 1933
- Ferdinand von Schill, Berlin [u. a.] 1934
- Heinrich von Kleist, Cottbus 1935
- Mellmann Nachfolger, Berlin 1935
- Schill, Potsdam 1935
- Aufstand in Nürnberg, Cottbus 1937
- Die Göttinger Sieben, Cottbus 1937
- Märkische Miniaturen, Cottus 1937
- Wende in Worms, Cottbus 1937
- Das Haus auf der Höhe, Berlin-Schöneberg 1940
- Jakobe von Baden, Berlin-Schöneberg 1940
- Die Sieben, Berlin 1940
- Weg in die Welt, Berlin-Schöneberg 1940